# Ерік Каль
Ерік Андре Каль (швед. Eric Andre Kahl, нар. 27 вересня 2001, Стокгольм, Швеція) — шведський футболіст, захисник столичного клуба АІК і молодіжної збірної Швеції.

## Ігрова кар'єра

### Клубна
Ерік Каль народився у Стокгольмі, футболом почав займатися у місцевому клубі АІК. Професійний контракт з клубом Каль підписав у жовтні 2019 року, який розрахований до 31 грудня 2022. Влітку 2020 року Каль дебютував в основі у домашньому матчі проти «Мальме». Восени у ЗМІ з'явилася інформація, що португальська Прімейра-Ліга виявляє інтерес до шведського захисника. За даними Transfermarket сума контракту Каля на грудень 2020 року могла складати близько 1 млн євро.
На початку 2021 року інтерес до гравця проявляв клуб МЛС «Нью-Йорк Ред Буллз». Але у шведському клубі вважали суму, яку запропонували за футболіста американці занадто малою. Також зацікавленіть до гравця була з боку бельгійського «Брюгге» та ряда італійських клубів. Але новий сезон Каль розпочав у складі шведського клуба.

### Збірна
У серпні 2020 року Єрік Каль дебютував у складі молодіжної збірної Швеції.

## Особисте життя
Ерік Каль народився у комуні Сульна в Стокгольмі у змішаній родині. Мати Еріка тайського походження. Ерік має молодшого брата, який грає у Тайській лізі.